# Blackburn Blackburd
Blackburn Blackburd là một mẫu thử máy bay ném bom ngư lôi một động cơ của Anh, do hãng Blackburn Aircraft phát triển năm 1918 nhằm thay thế Sopwith Cuckoo.

## Tính năng kỹ chiến thuật
Dữ liệu lấy từ The British Bomber Since 1914
Đặc điểm tổng quát
- Kíp lái: 1
- Chiều dài: 34 ft 10 in (10,62 m)
- Sải cánh: 52 ft 5 in (15,98 m)
- Chiều cao: 12 ft 4½ in (3,77 m)
- Diện tích cánh: 684 ft² (63,6 m²)
- Trọng lượng rỗng: 3.228 lb (1.467 kg)
- Trọng lượng có tải: 5.700 lb (2.590 kg)
- Động cơ: 1 × Rolls-Royce Eagle VIII kiểu động cơ V-12 làm mát bằng nước, 350 hp (261 kW)

 Hiệu suất bay 
- Vận tốc cực đại: 79 kn (91 mph, 146 km/h) (với ngư lôi)
- Trần bay: 11.000 ft (3.350 m)
- Tải trên cánh: 8,33 lb/ft² (40,7 kg/m²)
- Công suất/trọng lượng: 0,061 hp/lb (0,10 kW/kg)
- Thời gian bay: 3 h
- Lên độ cao 6.500 ft: 16 phút 15 giây

Trang bị vũ khí

- 1 ngư lôi Admiralty Mark VIII 1.423 lb (647 kg)